# Mahmoud Fathallah
Mahmoud Fathallah Abdou Ibrahim El Henawy, scritto anche Fathalla (in arabo محمود فتح الله‎?; Dakahlia, 13 febbraio 1982), è un allenatore di calcio ed ex calciatore egiziano, di ruolo difensore, collaboratore tecnico del Pyramids.

## Caratteristiche tecniche
Possente difensore centrale, si distingue per l'abilità nel gioco aereo, dote che lo rende pericoloso su palla inattiva.

## Carriera

### Club
Muove i suoi primi passi nelle giovanili del Ghazl El-Mehalla. Il 16 luglio 2007 si lega per mezzo di un quadriennale allo Zamalek. Esordisce con i Cavalieri Bianchi il 13 agosto contro l'Ismaily. Il 24 ottobre 2010 rinnova il proprio accordo con la società per altre quattro stagioni.
Il 6 agosto 2014, dopo sette anni lascia lo Zamalek - con cui ha sollevato tre volte la Coppa d'Egitto - approdando a parametro zero al Tala'ea El Gaish, firmando un contratto valido per una stagione.
Il 2 agosto 2015 viene tesserato dall'El-Entag El-Harby. Nominato capitano della rosa, il 19 gennaio 2016 mette a segno una tripletta (due reti dal dischetto) ai danni dell'Haras El-Hodood, diventando il secondo difensore - dopo Emad El-Nahhas - nella storia del campionato egiziano a segnare tre reti in un incontro.
Il 7 agosto 2017 firma un contratto annuale con l'Al-Nejmeh, in Libano. L'11 gennaio 2018 torna in Egitto, legandosi a parametro zero all'Arab Contractors.

### Nazionale
Esordisce con la selezione dei Faraoni il 14 marzo 2005 in un incontro amichevole disputato contro l'Arabia Saudita. Prende parte alla Coppa d'Africa 2008 - manifestazione vinta dagli egiziani, grazie al successo ottenuto in finale ai danni del Camerun - disputata in Ghana.
Nel 2010 viene inserito nella lista dei 23 convocati che parteciperanno alla Coppa d'Africa 2010. Prima scelta al centro della difesa, prenderà parte - in coppia con Wael Gomaa - da titolare a tutti gli incontri della competizione, ad eccezione - a causa di una squalifica - della finale vinta contro il Ghana, che decreta il settimo successo della selezione egiziana nella manifestazione, il terzo consecutivo.

## Statistiche

### Presenze e reti nei club
Statistiche aggiornate al 30 giugno 2017.
| Stagione                 | Squadra                  | Campionato               | Campionato | Campionato | Coppe nazionali | Coppe nazionali | Coppe nazionali | Coppe continentali | Coppe continentali | Coppe continentali | Altre coppe | Altre coppe | Altre coppe | Totale | Totale |
| Stagione                 | Squadra                  | Comp                     | Pres       | Reti       | Comp            | Pres            | Reti            | Comp               | Pres               | Reti               | Comp        | Pres        | Reti        | Pres   | Reti   |
| ------------------------ | ------------------------ | ------------------------ | ---------- | ---------- | --------------- | --------------- | --------------- | ------------------ | ------------------ | ------------------ | ----------- | ----------- | ----------- | ------ | ------ |
| 2001-2002                | Ghazl El-Mehalla         | PL                       | 1          | 1          | CE              | 0               | 0               | CdC                | 2                  | 0                  | SE          | 0           | 0           | 3      | 1      |
| 2002-2003                | Ghazl El-Mehalla         | PL                       | 8          | 1          | CE              | 0               | 0               | -                  | -                  | -                  | -           | -           | -           | 8      | 1      |
| 2003-2004                | Ghazl El-Mehalla         | PL                       | 1          | 0          | CE              | 0               | 0               | -                  | -                  | -                  | -           | -           | -           | 1      | 0      |
| 2004-2005                | Ghazl El-Mehalla         | PL                       | 6          | 1          | CE              | 1               | 0               | ACL                | 5                  | 0                  | -           | -           | -           | 12     | 1      |
| 2005-2006                | Ghazl El-Mehalla         | PL                       | 6          | 0          | CE              | 0               | 0               | -                  | -                  | -                  | -           | -           | -           | 6      | 0      |
| 2006-2007                | Ghazl El-Mehalla         | PL                       | 7          | 1          | CE              | 0               | 0               | -                  | -                  | -                  | -           | -           | -           | 7      | 1      |
| Totale Ghazl El-Mehalla  | Totale Ghazl El-Mehalla  | Totale Ghazl El-Mehalla  | 29         | 4          |                 | 1               | 0               |                    | 7                  | 0                  |             | 0           | 0           | 37     | 4      |
| 2007-2008                | Zamalek                  | PL                       | 28         | 3          | CE              | 2               | 0               | CCL                | 11                 | 1                  | -           | -           | -           | 41     | 4      |
| 2008-2009                | Zamalek                  | PL                       | 26         | 5          | CE              | 1               | 0               | -                  | -                  | -                  | SE          | 0           | 0           | 27     | 5      |
| 2009-2010                | Zamalek                  | PL                       | 22         | 5          | CE              | 2               | 0               | -                  | -                  | -                  | -           | -           | -           | 24     | 5      |
| 2010-2011                | Zamalek                  | PL                       | 30         | 4          | CE              | 5               | 2               | CCL                | 4                  | 2                  | -           | -           | -           | 39     | 8      |
| 2011-2012                | Zamalek                  | PL                       | 8          | 1          | -               | -               | -               | CCL                | 12                 | 0                  | -           | -           | -           | 20     | 2      |
| 2012-2013                | Zamalek                  | PL                       | 13         | 0          | CE              | 1               | 0               | CCL                | 11                 | 0                  | -           | -           | -           | 25     | 0      |
| 2013-2014                | Zamalek                  | PL                       | 16+2       | 4          | CE              | 1               | 0               | CCL                | 9                  | 1                  | -           | -           | -           | 28     | 5      |
| Totale Zamalek           | Totale Zamalek           | Totale Zamalek           | 143+2      | 22         |                 | 12              | 2               |                    | 47                 | 4                  |             | 0           | 0           | 204    | 28     |
| 2014-2015                | El Geish                 | PL                       | 25         | 1          | CE              | 0               | 0               | -                  | -                  | -                  | -           | -           | -           | 25     | 1      |
| 2015-2016                | El-Entag El-Harby        | PL                       | 33         | 12         | CE              | 2               | 0               | -                  | -                  | -                  | -           | -           | -           | 35     | 12     |
| 2016-2017                | El-Entag El-Harby        | PL                       | 34         | 6          | CE              | 1               | 0               | -                  | -                  | -                  | -           | -           | -           | 35     | 6      |
| Totale El-Entag El-Harby | Totale El-Entag El-Harby | Totale El-Entag El-Harby | 67         | 18         |                 | 3               | 0               |                    | -                  | -                  |             | -           | -           | 70     | 18     |
| 2017-gen. 2018           | Al-Nejmeh                | PL                       | 11         | 2          | CL              | 0               | 0               | -                  | -                  | -                  | -           | -           | -           | 11     | 2      |
| gen.-giu. 2018           | Al-Mokawloon             | PL                       | 0          | 0          | CE              | 0               | 0               | -                  | -                  | -                  | -           | -           | -           | 0      | 0      |
| Totale carriera          | Totale carriera          | Totale carriera          | 277        | 47         |                 | 16              | 2               |                    | 54                 | 4                  |             | 0           | 0           | 347    | 53     |

### Cronologia presenze e reti in Nazionale
| Cronologia completa delle presenze e delle reti in nazionale ― Egitto | Cronologia completa delle presenze e delle reti in nazionale ― Egitto | Cronologia completa delle presenze e delle reti in nazionale ― Egitto | Cronologia completa delle presenze e delle reti in nazionale ― Egitto | Cronologia completa delle presenze e delle reti in nazionale ― Egitto | Cronologia completa delle presenze e delle reti in nazionale ― Egitto | Cronologia completa delle presenze e delle reti in nazionale ― Egitto | Cronologia completa delle presenze e delle reti in nazionale ― Egitto |
| Data                                                                  | Città                                                                 | In casa                                                               | Risultato                                                             | Ospiti                                                                | Competizione                                                          | Reti                                                                  | Note                                                                  |
| --------------------------------------------------------------------- | --------------------------------------------------------------------- | --------------------------------------------------------------------- | --------------------------------------------------------------------- | --------------------------------------------------------------------- | --------------------------------------------------------------------- | --------------------------------------------------------------------- | --------------------------------------------------------------------- |
| 14-03-2005                                                            | Dammam                                                                | Arabia Saudita                                                        | 0 – 1                                                                 | Egitto                                                                | Amichevole                                                            | -                                                                     |                                                                       |
| 22-08-2007                                                            | Parigi                                                                | Costa d'Avorio                                                        | 0 – 0                                                                 | Egitto                                                                | Amichevole                                                            | -                                                                     | 76’                                                                   |
| 13-10-2007                                                            | Il Cairo                                                              | Egitto                                                                | 1 – 0                                                                 | Botswana                                                              | Qual. Coppa d'Africa 2008                                             | -                                                                     |                                                                       |
| 17-10-2007                                                            | Osaka                                                                 | Giappone                                                              | 4 – 1                                                                 | Egitto                                                                | Amichevole                                                            | -                                                                     |                                                                       |
| 21-11-2007                                                            | Porto Said                                                            | Egitto                                                                | 0 – 0                                                                 | Libia                                                                 | Amichevole                                                            | -                                                                     |                                                                       |
| 25-11-2007                                                            | Il Cairo                                                              | Egitto                                                                | 2 – 1                                                                 | Arabia Saudita                                                        | Amichevole                                                            | -                                                                     | 61’                                                                   |
| 05-01-2008                                                            | Il Cairo                                                              | Egitto                                                                | 3 – 0                                                                 | Namibia                                                               | Amichevole                                                            | -                                                                     |                                                                       |
| 10-01-2008                                                            | Abu Dhabi                                                             | Egitto                                                                | 1 – 0                                                                 | Mali                                                                  | Amichevole                                                            | -                                                                     |                                                                       |
| 13-01-2008                                                            | Alverca do Ribatejo                                                   | Angola                                                                | 3 – 3                                                                 | Egitto                                                                | Amichevole                                                            | -                                                                     |                                                                       |
| 22-01-2008                                                            | Kumasi                                                                | Egitto                                                                | 4 – 2                                                                 | Camerun                                                               | Coppa d'Africa 2008 - 1º turno                                        | -                                                                     | 90’                                                                   |
| 26-01-2008                                                            | Kumasi                                                                | Egitto                                                                | 3 – 0                                                                 | Sudan                                                                 | Coppa d'Africa 2008 - 1º turno                                        | -                                                                     | 18’ 56’                                                               |
| 04-02-2008                                                            | Kumasi                                                                | Egitto                                                                | 2 – 1                                                                 | Angola                                                                | Coppa d'Africa 2008 - Quarti                                          | -                                                                     | 66’                                                                   |
| 07-02-2008                                                            | Sekondi-Takoradi                                                      | Costa d'Avorio                                                        | 1 – 4                                                                 | Egitto                                                                | Coppa d'Africa 2008 - Semifinale                                      | -                                                                     | 77’                                                                   |
| 01-06-2008                                                            | Il Cairo                                                              | Egitto                                                                | 2 – 1                                                                 | RD del Congo                                                          | Qual. Mondiali 2010                                                   | -                                                                     |                                                                       |
| 07-06-2008                                                            | Gibuti                                                                | Gibuti                                                                | 0 – 4                                                                 | Egitto                                                                | Qual. Mondiali 2010                                                   | -                                                                     |                                                                       |
| 14-06-2008                                                            | Blantyre                                                              | Malawi                                                                | 1 – 0                                                                 | Egitto                                                                | Qual. Mondiali 2010                                                   | -                                                                     |                                                                       |
| 22-06-2008                                                            | Il Cairo                                                              | Egitto                                                                | 2 – 0                                                                 | Malawi                                                                | Qual. Mondiali 2010                                                   | -                                                                     |                                                                       |
| 20-08-2008                                                            | Khartum                                                               | Sudan                                                                 | 4 – 0                                                                 | Egitto                                                                | Amichevole                                                            | -                                                                     |                                                                       |
| 07-09-2008                                                            | Kinshasa                                                              | RD del Congo                                                          | 0 – 1                                                                 | Egitto                                                                | Qual. Mondiali 2010                                                   | -                                                                     |                                                                       |
| 23-01-2009                                                            | Il Cairo                                                              | Egitto                                                                | 1 – 0                                                                 | Kenya                                                                 | Amichevole                                                            | -                                                                     |                                                                       |
| 11-02-2009                                                            | Il Cairo                                                              | Egitto                                                                | 2 – 2                                                                 | Ghana                                                                 | Amichevole                                                            | -                                                                     | 75’                                                                   |
| 05-07-2009                                                            | Il Cairo                                                              | Egitto                                                                | 3 – 0                                                                 | Ruanda                                                                | Qual. Mondiali 2010                                                   | -                                                                     |                                                                       |
| 12-08-2009                                                            | Il Cairo                                                              | Egitto                                                                | 3 – 3                                                                 | Guinea                                                                | Amichevole                                                            | -                                                                     | 50’                                                                   |
| 29-12-2009                                                            | Il Cairo                                                              | Egitto                                                                | 1 – 1                                                                 | Malawi                                                                | Amichevole                                                            | -                                                                     | 68’                                                                   |
| 04-01-2010                                                            | Dubai                                                                 | Egitto                                                                | 1 – 0                                                                 | Mali                                                                  | Amichevole                                                            | -                                                                     |                                                                       |
| 12-01-2010                                                            | Benguela                                                              | Egitto                                                                | 3 – 1                                                                 | Nigeria                                                               | Coppa d'Africa 2010 - 1º turno                                        | -                                                                     |                                                                       |
| 16-01-2010                                                            | Benguela                                                              | Egitto                                                                | 2 – 0                                                                 | Mozambico                                                             | Coppa d'Africa 2010 - 1º turno                                        | -                                                                     |                                                                       |
| 20-01-2010                                                            | Benguela                                                              | Egitto                                                                | 2 – 0                                                                 | Benin                                                                 | Coppa d'Africa 2010 - 1º turno                                        | -                                                                     | 56’                                                                   |
| 25-01-2010                                                            | Benguela                                                              | Egitto                                                                | 3 – 1 dts                                                             | Camerun                                                               | Coppa d'Africa 2010 - Quarti                                          | -                                                                     | 108’                                                                  |
| 28-01-2010                                                            | Benguela                                                              | Algeria                                                               | 0 – 4                                                                 | Egitto                                                                | Coppa d'Africa 2010 - Semifinale                                      | -                                                                     | 36’ 59’                                                               |
| 11-08-2010                                                            | Il Cairo                                                              | Egitto                                                                | 6 – 3                                                                 | RD del Congo                                                          | Amichevole                                                            | -                                                                     | 46’                                                                   |
| 05-09-2010                                                            | Il Cairo                                                              | Egitto                                                                | 1 – 1                                                                 | Sierra Leone                                                          | Qual. Coppa d'Africa 2012                                             | 1                                                                     | 90+1’                                                                 |
| 10-10-2010                                                            | Bangui                                                                | Niger                                                                 | 1 – 0                                                                 | Egitto                                                                | Qual. Coppa d'Africa 2012                                             | -                                                                     |                                                                       |
| 17-11-2010                                                            | Il Cairo                                                              | Egitto                                                                | 3 – 0                                                                 | Australia                                                             | Amichevole                                                            | -                                                                     |                                                                       |
| 16-12-2010                                                            | Doha                                                                  | Qatar                                                                 | 2 – 1                                                                 | Egitto                                                                | Amichevole                                                            | -                                                                     |                                                                       |
| 09-01-2011                                                            | Il Cairo                                                              | Egitto                                                                | 1 – 0                                                                 | Uganda                                                                | Amichevole                                                            | -                                                                     |                                                                       |
| 11-01-2011                                                            | Ismailia                                                              | Egitto                                                                | 3 – 0                                                                 | Burundi                                                               | Amichevole                                                            | -                                                                     | 37’                                                                   |
| 14-01-2011                                                            | Il Cairo                                                              | Egitto                                                                | 5 – 1                                                                 | Kenya                                                                 | Amichevole                                                            | -                                                                     | 60’                                                                   |
| 17-01-2011                                                            | Il Cairo                                                              | Egitto                                                                | 3 – 1                                                                 | Uganda                                                                | Amichevole                                                            | -                                                                     |                                                                       |
| 26-03-2011                                                            | Johannesburg                                                          | Sudafrica                                                             | 1 – 0                                                                 | Egitto                                                                | Qual. Coppa d'Africa 2012                                             | -                                                                     |                                                                       |
| 05-06-2011                                                            | Il Cairo                                                              | Egitto                                                                | 0 – 0                                                                 | Sudafrica                                                             | Qual. Coppa d'Africa 2012                                             | -                                                                     | 79’                                                                   |
| 27-02-2012                                                            | Doha                                                                  | Egitto                                                                | 5 – 0                                                                 | Kenya                                                                 | Amichevole                                                            | -                                                                     |                                                                       |
| 29-02-2012                                                            | Doha                                                                  | Egitto                                                                | 1 – 0                                                                 | Niger                                                                 | Amichevole                                                            | -                                                                     |                                                                       |
| 29-03-2012                                                            | Omdurman                                                              | Egitto                                                                | 2 – 1                                                                 | Uganda                                                                | Amichevole                                                            | -                                                                     |                                                                       |
| 12-04-2012                                                            | Dubai                                                                 | Egitto                                                                | 3 – 2                                                                 | Nigeria                                                               | Amichevole                                                            | -                                                                     | 46’                                                                   |
| 17-04-2012                                                            | Dubai                                                                 | Iraq                                                                  | 0 – 0                                                                 | Egitto                                                                | Amichevole                                                            | -                                                                     |                                                                       |
| 20-05-2012                                                            | Omdurman                                                              | Egitto                                                                | 2 – 1                                                                 | Camerun                                                               | Amichevole                                                            | -                                                                     | 46’                                                                   |
| 22-05-2012                                                            | Omdurman                                                              | Egitto                                                                | 3 – 0                                                                 | Togo                                                                  | Amichevole                                                            | -                                                                     | 64’                                                                   |
| 01-06-2012                                                            | Alessandria d'Egitto                                                  | Egitto                                                                | 2 – 0                                                                 | Mozambico                                                             | Qual. Mondiali 2014                                                   | 1                                                                     |                                                                       |
| 10-06-2012                                                            | Conakry                                                               | Guinea                                                                | 2 – 3                                                                 | Egitto                                                                | Qual. Mondiali 2014                                                   | -                                                                     |                                                                       |
| 15-06-2012                                                            | Alessandria d'Egitto                                                  | Egitto                                                                | 2 – 3                                                                 | Rep. Centrafricana                                                    | Qual. Coppa d'Africa 2013                                             | -                                                                     | 37’                                                                   |
| 10-01-2013                                                            | Abu Dhabi                                                             | Ghana                                                                 | 3 – 0                                                                 | Egitto                                                                | Amichevole                                                            | -                                                                     |                                                                       |
| 04-06-2013                                                            | Il Cairo                                                              | Egitto                                                                | 1 – 1                                                                 | Botswana                                                              | Amichevole                                                            | -                                                                     | 46’ 59’                                                               |
| 09-06-2013                                                            | Harare                                                                | Zimbabwe                                                              | 2 – 4                                                                 | Egitto                                                                | Qual. Mondiali 2014                                                   | -                                                                     |                                                                       |
| Totale                                                                |                                                                       | Presenze                                                              | 54                                                                    |                                                                       | Reti                                                                  | 2                                                                     |                                                                       |

## Palmarès

### Club

#### Competizioni nazionali
- Coppa d'Egitto: 3

Zamalek: 2008, 2013, 2014

### Nazionale
- Coppa d'Africa: 2

2008, 2010

### Individuale
- Egyptian Premier League Team of the Year: 1[22]

2015-2016